# Aníbal Tejada
Aníbal C. E. Tejada (1893 - 5 marca 1963) – urugwajski sędzia piłkarski noszący przydomek Pollo. Także trener.
Tejada był sędzią podczas turnieju Copa América 1926, gdzie jako jedyny był arbitrem głównym podczas trzech meczów - Argentyna-Boliwia (5:0), Paragwaj-Boliwia (6:1) i Chile-Paragwaj (5:1).
Następnie wziął udział w turnieju Copa América 1929, gdzie sędziował tylko jedno spotkanie - Argentyna-Peru (3:0).
Był sędzią podczas pierwszych finałów mistrzostw świata w 1930 roku. Jako arbiter główny sędziował dwa mecze - Jugosławia-Brazylia (2:1) i Chile-Francja (1:0). Pełnił także rolę sędziego liniowego podczas meczu USA-Paragwaj (3:0). Belgijski sędzia John Langenus ocenił Tejadę jako bardzo dobrego sędziego, prezentującego poziom najlepszych sędziów ówczesnej Europy.
Po raz trzeci sędziował mistrzostwa kontynentalne podczas turnieju Copa América 1937. Tak jak w 1926 roku znów był najaktywniejszym sędzią, prowadząc aż 6 spotkań - Argentyna-Chile (2:1), Argentyna-Paragwaj (6:1), Argentyna-Peru (1:0), Paragwaj-Chile (3:2), Peru-Paragwaj (1:0) i Argentyna-Brazylia (1:0).
Podczas turnieju Copa América 1941 był głównym arbitrem w dwóch meczach - Argentyna-Ekwador (6:1) i Argentyna-Chile (1:0).
Turniej Copa América 1942 to były ostatnie mistrzostwa Ameryki Południowej, w których Tejada wystąpił jako sędzia. Był arbitrem w trzech meczach - Brazylia-Chile (6:1), Argentyna-Peru (3:1) i Peru-Ekwador (2:1).
Łącznie w pięciu turniejach Copa América Tejada był arbitrem głównym podczas 15 meczów. Najczęściej sędziował mecze z udziałem Argentyny - 9 razy. Pięciokrotnie był arbitrem z udziałem drużyn Chile, Paragwaju i Peru. Dwa razy sędziował spotkania, w których grały Boliwia, Brazylia i Ekwador.
Jako trener w 1944 roku doprowadził drużynę klubu CA Peñarol do tytułu mistrza Urugwaju. Kierowany przez niego zespół wygrał 12 meczów, zremisował 3 mecze i przegrał 3 mecze, zdobył 41 bramek i stracił 21 bramek.
Po raz szósty i ostatni w swej karierze wziął udział w mistrzostwach Ameryki Południowej podczas turnieju Copa América 1946 - tym razem jako trener reprezentacji Urugwaju. Kierował drużyną jedynie w dwóch pierwszych meczach - w wygranym 1:0 spotkaniu z Chile oraz w przegranym 3:4 meczu z Brazylią. Po meczu z Brazylią został wykluczony z turnieju, a jego miejsce trenera reprezentacji zajął Guzmán Vila Gomensoro. Ostatecznie Urugwaj zajął w tym turnieju czwarte miejsce.